# Zákon vyloučeného třetího
Zákon vyloučeného třetího, případně zákon o vyloučení třetího (latinsky principium tertii exclusi, či tertium non datur – třetí není dán) je logický princip, který říká, že každý výrok je buď pravdivý, nebo je nepravdivý; neexistuje třetí možnost. Příkladem může být těhotenství: žena buď těhotná je, nebo není.
Pro každé tvrzení P proto platí, že výraz {\displaystyle P\lor \neg P} (P nebo non P) je pravdivý.
Například jestliže P je výrok
Kaktus je zvíře.
pak následující složený výrok (disjunkce)
Kaktus je zvíře, nebo kaktus není zvíře.
je vždy pravdivý (bez ohledu na pravdivost výroku P).
Tento zákon je jedním ze základních axiomů platných v mnoha klasických dvouhodnotových logikách. V některých logických systémech však tento princip neplatí. Příkladem může být intuicionistická logika nebo vícehodnotové logiky, např. fuzzy logika.